# Совет департамента Приморская Сена
Совет департамента Приморская Сена (до марта 2015 года — Генеральный совет департамента Приморская Сена) — верховный орган управления департамента Приморская Сена. После реформы 2015 года избирается на 6 лет и состоит из 70 советников, избираемых по мажоритарной системе в 35 кантонах (от каждого кантона по два советника, обязательно один мужчина и одна женщина).

## Состав Совета департамента (2021—2028)
|                        | Партия                        | Кол-во мест            | +/- (к 2015 г.)        |
| Большинство (34 мест): | Большинство (34 мест):        | Большинство (34 мест): | Большинство (34 мест): |
| ---------------------- | ----------------------------- | ---------------------- | ---------------------- |
|                        | Разные правые                 | 13                     | +2                     |
|                        | Республиканцы                 | 10                     | -7                     |
|                        | Союз демократов и независимых | 4                      | -4                     |
|                        | Действовать (Agir)            | 2                      | +2                     |
|                        | Разные левые                  | 2                      | +2                     |
|                        | Разные центристы              | 1                      | +1                     |
|                        | Радикальное движение          | 1                      | +1                     |
|                        | Вперёд, Республика!           | 1                      | +1                     |
| Оппозиция: (34 мест)   |                               |                        |                        |
|                        | Социалистическая партия       | 21                     | −5                     |
|                        | Коммунистическая партия       | 8                      | +4                     |
|                        | Разные левые                  | 3                      | +1                     |
|                        | Европа Экология Зелёные       | 2                      | +2                     |
| Оппозиция: (2 места)   |                               |                        |                        |
|                        | Разные левые                  | 2                      | 0                      |

## Исполнительный комитет Совета департамента (2021-2028)
- Президент — Бертран Белланже (Вперёд, Республика!, кантон Мон-Сен-Эньян)
- 1-й вице-президент (солидарность) — Флоранс Тибодо-Рено (Разные правые, кантон Гавр-1)
- 2-й вице-президент (благоустройство территорий, строительство жилья) — Андре Готье (Республиканцы, кантон Дьеп-1)
- 3-й вице-президент (семья и дети, социальные вопросы)— Натали Лекордье (Разные правые, кантон Буа-Гийом)
- 4-й вице-президент (инфраструктура, транспорт, порты) — Ален Базиль(Разные правые, кантон Фекан)
- 5-й вице-президент (развитие цифровых технологий) — Виржини Люко-Авриль (Республиканцы, кантон Гурне-ан-Бре)
- 6-й вице-президент (округ Дьеп) — Николя Бертран (Республиканцы, кантон Нёшатель-ан-Бре)
- 7-й вице-президент (окружающая среда, сельское хозяйство, продовольствие) — Сесиль Сино-Патри (Республиканцы, кантон Сен-Валери-ан-Ко)
- 8-й вице-президент (финансы и человеческие ресурсы) — Лоран Грело (Разные левые, кантон Дарнеталь)
- 9-й вице-президент (колледжи и образование) — Шанталь Котеро (Союз демократов и независимых, кантон Люнре)
- 10-й вице-президент (округ Руан) — Жюльен Демазюр (Разные правые, кантон Ле-Мениль-Энар)
- 11-й вице-президент (экономическое развитие и туризм) — Клер Геру (Союз демократов и независимых, кантон Сен-Ромен-де-Кольбоск)
- 12-й вице-президент (культура, историческое наследие, кооперация) — Патрик Тессер (Agir, кантон Гавр-5)
- 13-й вице-президент (государственные контракты) — Флоранс Дюранд (Республиканцы, кантон Октевиль-сюр-Мер)
- 14-й вице-президент (округ Гавр) — Флоран Сен-Мартен (Разные правые, кантон Гавр-6)
- 15-й вице-президент (спорт и молодежь) — Северин Жес (Разные правые, кантон Ивто)

## Члены Совета департамента Приморская Сена (2021—2028)
| Кантон                |  | Советник              | Партия                        |
| --------------------- |  | --------------------- | ----------------------------- |
| Барантен              |  | Кристоф Буйон         | Социалистическая партия       |
| Барантен              |  | Пьерет Каню           | Социалистическая партия       |
| Буа-Гийом             |  | Натали Лекордье       | Разные правые                 |
| Буа-Гийом             |  | Паскаль Мартен        | Радикальное движение          |
| Больбек               |  | Доминик Мето          | Разные левые                  |
| Больбек               |  | Мюриэль Мутье Лесерф  | Разные левые                  |
| Гавр-1                |  | Кристиан Дюваль       | Республиканцы                 |
| Гавр-1                |  | Флоранс Тибодо-Рено   | Разные правые                 |
| Гавр-2                |  | Жером Дюбос           | Социалистическая партия       |
| Гавр-2                |  | Кристин Морель        | Коммунистическая партия       |
| Гавр-3                |  | Альбан Брюно          | Коммунистическая партия       |
| Гавр-3                |  | Софи Эрве             | Коммунистическая партия       |
| Гавр-4                |  | Паскаль Крамуазан     | Республиканцы                 |
| Гавр-4                |  | Луиза Куппе           | Республиканцы                 |
| Гавр-5                |  | Агнес Фирмен-Ле Бодо  | Agir                          |
| Гавр-5                |  | Патрик Тессер         | Agir                          |
| Гавр-6                |  | Кристель Мика-Геру    | Союз демократов и независимых |
| Гавр-6                |  | Флоран Сен-Мартен     | Разные правые                 |
| Гурне-ан-Бре          |  | Жоэль Декудр          | Республиканцы                 |
| Гурне-ан-Бре          |  | Виржини Люко-Авриль   | Республиканцы                 |
| Дарнеталь             |  | Лоран Грело           | Разные левые                  |
| Дарнеталь             |  | Северин Гру           | Разные левые                  |
| Дьеп-1                |  | Имельда Вандекаделаэр | Разные правые                 |
| Дьеп-1                |  | Андре Готье           | Республиканцы                 |
| Дьеп-2                |  | Николя Ланглуа        | Коммунистическая партия       |
| Дьеп-2                |  | Марилин Фурнье        | Коммунистическая партия       |
| Ивто                  |  | Северин Жес           | Разные правые                 |
| Ивто                  |  | Дидье Терье           | Разные правые                 |
| Кантелё               |  | Давид Ламире          | Социалистическая партия       |
| Кантелё               |  | Брижитт Манзанар      | Социалистическая партия       |
| Кодбек-лез-Эльбёф     |  | Фредерик Марш         | Разные левые                  |
| Кодбек-лез-Эльбёф     |  | Надия Мезрар          | Социалистическая партия       |
| Ле-Гран-Кевийи        |  | Тако Дьялло           | Социалистическая партия       |
| Ле-Гран-Кевийи        |  | Николя Рули           | Социалистическая партия       |
| Ле-Мениль-Энар        |  | Жюльен Демазюр        | Разные правые                 |
| Ле-Мениль-Энар        |  | Дельфин Дюраме        | Разные правые                 |
| Ле-Пети-Кевийи        |  | Шарлотт Гужон         | Социалистическая партия       |
| Ле-Пети-Кевийи        |  | Пьер Карель           | Социалистическая партия       |
| Люнре                 |  | Шанталь Котеро        | Союз демократов и независимых |
| Люнре                 |  | Венсан Рену           | Разные правые                 |
| Мон-Сен-Эньян         |  | Бертран Белланже      | Вперёд, Республика!           |
| Мон-Сен-Эньян         |  | Катрин Флавиньи       | Республиканцы                 |
| Нёшатель-ан-Бре       |  | Никола Бертран        | Республиканцы                 |
| Нёшатель-ан-Бре       |  | Армель Билоке         | Разные правые                 |
| Нотр-Дам-де-Бондвиль  |  | Гийом Куте            | Социалистическая партия       |
| Нотр-Дам-де-Бондвиль  |  | Агнес Ларжийе         | Социалистическая партия       |
| Октевиль-сюр-Мер      |  | Флоранс Дюранд        | Республиканцы                 |
| Октевиль-сюр-Мер      |  | Оливье Рош            | Разные правые                 |
| Пор-Жером-сюр-Сен     |  | Бастьен Коритон       | Разные левые                  |
| Пор-Жером-сюр-Сен     |  | Патрисия Рену         | Разные левые                  |
| Руан-1                |  | Валантен Рас Ламбрек  | Социалистическая партия       |
| Руан-1                |  | Мари Фуке             | Социалистическая партия       |
| Руан-2                |  | Жан-Мишель Береговуа  | Европа Экология Зелёные       |
| Руан-2                |  | Флоранс Эруэн-Лоте    | Социалистическая партия       |
| Руан-3                |  | Каролин Дютарт        | Социалистическая партия       |
| Руан-3                |  | Стефан Марто          | Европа Экология Зелёные       |
| Сен-Валери-ан-Ко      |  | Жером Лёрё            | Союз демократов и независимых |
| Сен-Валери-ан-Ко      |  | Сесиль Сино-Патри     | Республиканцы                 |
| Сен-Ромен-де-Кольбоск |  | Давид Герен           | Разные центристы              |
| Сен-Ромен-де-Кольбоск |  | Клер Геру             | Союз демократов и независимых |
| Сент-Этьен-дю-Рувре   |  | Северин Бот           | Коммунистическая партия       |
| Сент-Этьен-дю-Рувре   |  | Жоашим Муаз           | Коммунистическая партия       |
| Соттевиль-ле-Руан     |  | Леа Павельски         | Социалистическая партия       |
| Соттевиль-ле-Руан     |  | Алексис Рагаш         | Социалистическая партия       |
| Фекан                 |  | Ален Базиль           | Разные правые                 |
| Фекан                 |  | Доминик Тесье         | Разные правые                 |
| Э                     |  | Валери Гарро          | Социалистическая партия       |
| Э                     |  | Лоран Жак             | Коммунистическая партия       |
| Эльбёф                |  | Жюли Лесаж            | Социалистическая партия       |
| Эльбёф                |  | Дидье Мари            | Социалистическая партия       |

## Состав Совета департамента (2015—2021)
|                        | Партия                        | Кол-во мест            | +/- (к 2011 г.)        |
| Большинство (36 мест): | Большинство (36 мест):        | Большинство (36 мест): | Большинство (36 мест): |
| ---------------------- | ----------------------------- | ---------------------- | ---------------------- |
|                        | Республиканцы                 | 17                     | +2                     |
|                        | Разные правые                 | 11                     | +1                     |
|                        | Союз демократов и независимых | 8                      | +7                     |
| Оппозиция: (32 мест)   |                               |                        |                        |
|                        | Социалистическая партия       | 26                     | −4                     |
|                        | Коммунистическая партия       | 4                      | −4                     |
|                        | Разные левые                  | 2                      | 0                      |
| Оппозиция: (2 места)   |                               |                        |                        |
|                        | Разные левые                  | 2                      | −1                     |

Исполнительный комитет Совета департамента (2015-2021)

## Исполнительный комитет Совета департамента (2015-2021)
- Президент — Паскаль Мартен (Союз демократов и независимых, кантон Буа-Гийом)
- 1-й вице-президент (социальные вопросы) — Агнес Фирмен-Ле Бодо (Республиканцы, кантон Гавр-5)
- 2-й вице-президент (сельское хозяйство, развитие сельских территорий) — Патрик Шове (Республиканцы, кантон Ле-Мениль-Энар)
- 3-й вице-президент (благоустройство территорий, строительство жилья) — Андре Готье (Республиканцы, кантон Дьеп-1)
- 4-й вице-президент (развитие цифровых технологий) — Виржини Люко-Авриль (Республиканцы, кантон Гурне-ан-Бре)
- 5-й вице-президент (экономическое развитие и туризм) — Жан-Франсуа Бюр (Республиканцы, кантон Руан-1)
- 6-й вице-президент (округ Дьеп) — Бландин Лефевр (Союз демократов и независимых, кантон Дьеп-2)
- 7-й вице-президент (финансы и персонал) — Люк Лемонье (Республиканцы, кантон Гавр-6)
- 8-й вице-президент (культура, историческое наследие, кооперация) — Шарлотта Массе(Союз демократов и независимых, кантон Ивто)
- 9-й вице-президент (инфраструктура, транспорт, порты) — Ален Базиль(Разные правые, кантон Фекан)
- 10-й вице-президент (спорт) — Шанталь Котеро (Союз демократов и независимых, кантон Люнре)
- 11-й вице-президент (округ Руан) — Бертран Беланже (Разные правые, кантон Мон-Сен-Эньян)
- 12-й вице-президент (вопросы семьи и детей)— Натали Лекордье (Разные правые, кантон Буа-Гийом)
- 13-й вице-президент (образование и вопросы молодежи) — Никола Бертран (Республиканцы, кантон Нёшатель-ан-Бре)
- 14-й вице-президент (округ Гавр) — Флоранс Тибодо-Рено (Республиканцы, кантон Гавр-1)
- 15-й вице-президент (охрана окружающей среды) — Мартьяль Огель (Разные правые, кантон Люнре)

| Кантон                |  | Советник              | Партия                        |
| --------------------- |  | --------------------- | ----------------------------- |
| Барантен              |  | Кристоф Буйон         | Социалистическая партия       |
| Барантен              |  | Пьерет Каню           | Социалистическая партия       |
| Буа-Гийом             |  | Натали Лекордье       | Разные правые                 |
| Буа-Гийом             |  | Паскаль Мартен        | Союз демократов и независимых |
| Больбек               |  | Доминик Мето          | Разные левые                  |
| Больбек               |  | Мюриэль Мутье Лесерф  | Разные левые                  |
| Гавр-1                |  | Кристиан Дюваль       | Республиканцы                 |
| Гавр-1                |  | Флоранс Тибодо-Рено   | Республиканцы                 |
| Гавр-2                |  | Насера Вьёбле         | Социалистическая партия       |
| Гавр-2                |  | Жером Дюбос           | Социалистическая партия       |
| Гавр-3                |  | Жан-Поль Лекок        | Коммунистическая партия       |
| Гавр-3                |  | Софи Эрве             | Коммунистическая партия       |
| Гавр-4                |  | Луиза Куппе           | Республиканцы                 |
| Гавр-4                |  | Себастьян Тассери     | Республиканцы                 |
| Гавр-5                |  | Агнес Фирмен-Ле Бодо  | Республиканцы                 |
| Гавр-5                |  | Патрик Тессер         | Республиканцы                 |
| Гавр-6                |  | Люк Лемонье           | Республиканцы                 |
| Гавр-6                |  | Кристель Мика-Геру    | Союз демократов и независимых |
| Гурне-ан-Бре          |  | Мишель Лежён          | Республиканцы                 |
| Гурне-ан-Бре          |  | Виржини Люко-Авриль   | Республиканцы                 |
| Дарнеталь             |  | Жак-Антуан Филипп     | Социалистическая партия       |
| Дарнеталь             |  | Марилен Фолле         | Социалистическая партия       |
| Дьеп-1                |  | Имельда Вандекаделаэр | Разные правые                 |
| Дьеп-1                |  | Андре Готье           | Республиканцы                 |
| Дьеп-2                |  | Жан-Кристоф Лемер     | Республиканцы                 |
| Дьеп-2                |  | Бландин Лефевр        | Союз демократов и независимых |
| Ивто                  |  | Шарлотта Массе        | Союз демократов и независимых |
| Ивто                  |  | Альфред Трасси-Пайог  | Республиканцы                 |
| Кантелё               |  | Давид Ламире          | Социалистическая партия       |
| Кантелё               |  | Брижитт Манзанар      | Социалистическая партия       |
| Кодбек-лез-Эльбёф     |  | Фредерик Марш         | Социалистическая партия       |
| Кодбек-лез-Эльбёф     |  | Надия Мезрар          | Социалистическая партия       |
| Ле-Гран-Кевийи        |  | Тако Дьяло            | Социалистическая партия       |
| Ле-Гран-Кевийи        |  | Николя Рули           | Социалистическая партия       |
| Ле-Мениль-Энар        |  | Элен Брои             | Разные правые                 |
| Ле-Мениль-Энар        |  | Патрик Шове           | Республиканцы                 |
| Ле-Пети-Кевийи        |  | Шарлотт Гужон         | Социалистическая партия       |
| Ле-Пети-Кевийи        |  | Пьер Карель           | Социалистическая партия       |
| Люнре                 |  | Шанталь Котеро        | Союз демократов и независимых |
| Люнре                 |  | Мартьяль Огель        | Разные правые                 |
| Мон-Сен-Эньян         |  | Бертран Беланже       | Разные правые                 |
| Мон-Сен-Эньян         |  | Катрин Флавиньи       | Республиканцы                 |
| Нёшатель-ан-Бре       |  | Никола Бертран        | Республиканцы                 |
| Нёшатель-ан-Бре       |  | Иветт Лоран Паскье    | Союз демократов и независимых |
| Нотр-Дам-де-Бондвиль  |  | Гийом Куте            | Социалистическая партия       |
| Нотр-Дам-де-Бондвиль  |  | Агнес Ларжийе         | Разные левые                  |
| Нотр-Дам-де-Граваншон |  | Мартин Блондель       | Социалистическая партия       |
| Нотр-Дам-де-Граваншон |  | Бастьян Коритон       | Разные левые                  |
| Октевиль-сюр-Мер      |  | Флоранс Дюранд        | Разные правые                 |
| Октевиль-сюр-Мер      |  | Жан-Луи Руслен        | Разные правые                 |
| Руан-1                |  | Жан-Франсуа Бюр       | Республиканцы                 |
| Руан-1                |  | Марин Карон           | Союз демократов и независимых |
| Руан-2                |  | Людовик Делек         | Социалистическая партия       |
| Руан-2                |  | Кристин де Сентре     | Социалистическая партия       |
| Руан-3                |  | Мамаду Дьялло         | Социалистическая партия       |
| Руан-3                |  | Каролин Дютарт        | Социалистическая партия       |
| Сен-Валери-ан-Ко      |  | Сесиль Сино-Патри     | Союз демократов и независимых |
| Сен-Валери-ан-Ко      |  | Жан-Луи Шованси       | Разные правые                 |
| Сен-Ромен-де-Кольбоск |  | Софи Але              | Разные правые                 |
| Сен-Ромен-де-Кольбоск |  | Дени Мервиль          | Республиканцы                 |
| Сент-Этьен-дю-Рувре   |  | Северин Бот           | Коммунистическая партия       |
| Сент-Этьен-дю-Рувре   |  | Стефан Барре          | Коммунистическая партия       |
| Соттевиль-ле-Руан     |  | Катрин Депитр         | Социалистическая партия       |
| Соттевиль-ле-Руан     |  | Алексис Рагаш         | Социалистическая партия       |
| Фекан                 |  | Ален Базиль           | Разные правые                 |
| Фекан                 |  | Доминик Тесье         | Разные правые                 |
| Э                     |  | Мари Ле Верн          | Социалистическая партия       |
| Э                     |  | Дидье Ренье           | Социалистическая партия       |
| Эльбёф                |  | Жюли Лесаж            | Социалистическая партия       |
| Эльбёф                |  | Дидье Мари            | Социалистическая партия       |

## Состав Генерального совета (2011—2015)
|                         | Партия                    | Кол-во мест             |                         |
| Большинство (43 места): | Большинство (43 места):   | Большинство (43 места): | Большинство (43 места): |
| ----------------------- | ------------------------- | ----------------------- | ----------------------- |
|                         | Социалистическая партия   | 30                      |                         |
|                         | Коммунистическая партия   | 8                       |                         |
|                         | Разные левые              | 5                       |                         |
| Оппозиция (26 мест):    |                           |                         |                         |
|                         | Союз за народное движение | 15                      |                         |
|                         | Разные правые             | 10                      |                         |
|                         | Демократическое движение  | 1                       |                         |